# Pendências
Pendências là một đô thị thuộc bang Rio Grande do Norte, Brasil. Đô thị này có diện tích 419,141 km², dân số năm 2007 là 11657 người, mật độ 27,8 người/km².